# 세툭시맙
세툭시맙(Cetuximab)은 얼비툭스(Erbitux)라는 상품명으로 판매되는 물질로, 전이성 대장암과 두경부암 치료에 사용되는 표피성장인자수용체(EGFR) 억제제 약물이다. 세툭시맙은 정맥내 주입(쥐/인간)으로 투여되는 단클론 항체이다.
2009년 7월, 미국 식품의약국(FDA)은 야생형 KRAS가 있는 대장암 치료를 위해 세툭시맙(Erbitux)을 승인했다. 이것은 암 치료를 안내하는 최초의 유전자 검사였다. 2012년 7월 FDA는 테라스크린 KRAS 테스트인 KRAS에 대한 실시간 PCR 동반 진단 테스트를 승인했다.

## 의학적 사용
미국에서 세툭시맙의 적응증은 두경부암과 대장암 치료이다.
유럽에서 세툭시맙은 EGFR 발현, RAS 정상형의 전이성 대장암이나 두경부의 편평세포암 치료를 적응증으로 하고 있다. 대한민국에서의 적응증 역시 RAS 정상형 전이성 대장암과 두경부 편평세포암이다.
진단용 면역조직화학 검사 (EGFR pharmDX)를 이용하여 종양의 EGFR 발현 여부를 탐지할 수 있다. 전이성 대장암 환자의 대략 75%가 EGFR 발현 종양을 가지고 있고, 따라서 FDA 가이드라인에 따르면 세툭시맙이나 파니투무맙 치료를 고려해 볼 수 있다. 그러나 면역조직화학 EGFR 수용체 검사는 세툭시맙이나 파니투무맙에 대한 치료 반응을 예측할 수 없다는 근거가 존재하므로, "잘못된 표지자"라고 불려 왔다. 그럼에도 불구하고 EGFR 면역조직화학 검사에서 양성이 나오지 않은 환자에 대해서는 보험사나 의료 체계에서 EGFR 항체 치료 비용 지불을 거부해 왔다.

## 부작용
세툭시맙 치료에 있어서 가장 심각한 부작용 중 하나는 여드름과 비슷한 발진인 여드름모양발진(acneiform rash)이다. 이 때문에 드물게는 투여 용량을 줄이거나 치료를 중단하게 되는 경우도 있다. 보통은 가역적으로, 치료를 멈추면 원래대로 돌아온다.
그 외 발생 가능한 부작용으로는 발열, 오한, 저혈압, 구역질, 구토, 두통, 호흡곤란, 혈관부종, 어지럼증, 아나필락시스, 심정지 등이 있다. 흔한 부작용으로는 광과민성, 마그네슘 배출로 인한 저마그네슘혈증, 보다 드문 부작용으로는 폐와 심장독성이 있다.

## 작용 기전
KRAS 유전자는 EGFR 작용 경로에서 작용하는 작은 G 단백질을 암호화한다. 세툭시맙과 다른 EGFR 억제제 약물들은 오직 KRAS 돌연변이가 발생하지 않은 종양에만 작용한다.
2009년 7월, 미국 식품의약국(FDA)은 두 가지 EFGR 단클론 항체 약물, 즉 파니투무맙(벡티빅스)과 세툭시맙(얼비툭스)에 대하여 라벨을 개정하여, KRAS 돌연변이를 가진 전이성 대장암의 치료를 적응증으로 추가하였다.

## 역사
EGFR 억제를 처음 관찰한 연구는 1988년 출판되었다. 이스라엘의 바이츠만 과학 연구원을 대표하여, 예다 리서치(Yeda Research)는 아벤티스가 보유한 특허권에 이의를 제기하였다. 이 특허권은 임클론에서 라이센스하며 1989년 출원되었던 것으로, 화학요법에 항-표피성장인자 수용체 항체를 병용하여 특정 종양의 성장을 억제하는 사용법에 관한 것이었다. 법원에서는 예다가 미국에서의 특허권을 단독으로 소유하며, 그 외의 외국에서 특허권은 예다와 사노피-아벤티스가 공동으로 소유한다고 판결하였다.

## 연구
2013년 출판된 임상시험 연구에서는 위암에 대해서 세툭시맙의 효능을 검증했고, 생존률에 이득이 없다는 것을 확인하였다.
2020년, 유니버시티 칼리지 런던이 주관하여 여러 기관에서 참여한 3상 무작위 통제 시험에서는 세툭시맙을 수술 가능한 간 전이가 있는 대장암 환자의 수술 전후 항암화학요법에 추가할 경우 생존률이 오히려 떨어진다는 것을 밝혔다. 5년간의 추적관찰을 실시했을 때, 중앙 생존률은 세툭시맙 없이 항암화학요법을 수술 전후에 실시한 환자군에서는 81개월이었으나, 세툭시맙을 함께 사용한 환자군에서는 55.4개월이었다.